# Steven Vanderputten
Steven Vanderputten (* 1976) ist ein belgischer Mittelalterhistoriker.
Vanderputten studierte Geschichte an der Universität Antwerpen und schloss 1996 mit dem Bachelor-Examen ab. 1998 legte er sein Master-Examen an der Universität Gent ab und wurde ebenda im Jahr 2000 promoviert. Dort lehrt er als Professor für Geschichte des frühen und hohen Mittelalters. Er befasst sich mit der Gesellschaft und Kultur des mittelalterlichen Westeuropa, insbesondere mit dem Klosterwesen.

## Schriften
- Monastic Reform as Process. Realities and Representations in Medieval Flanders, 900–1100, Cornell University Press, Ithaca 2013.
- Reform, conflict and the shaping of corporate identities. Collected studies on Benedictine monasticism, 1050–1150, Lit, Wien 2013.
- Medieval Liège at the crossroads of Europe. Monastic society and culture, 1000–1300, Brepols, Turnhout 2017.
- Imagining Religious leadership in the Middle Ages. Richard of Saint-Vanne and the Politics of Reform, Cornell University Press, Ithaca 2015.
- Dark Age Nunneries. The Ambiguous Identity of Female Monasticism, 800–1050, Cornell University Press, Ithaca 2018.
- Abbots and abbesses as a human resource in the ninth- to twelfth-century West. Lit, Wien/Zürich 2018.
- Medieval Monasticisms. Forms and experiences of the Monastic life in the Latin West. (= Oldenbourg Grundriss der Geschichte. Band 47), de Gruyter Oldenbourg, Berlin 2020.